# Huis-Museum Concha Piquer
Het Huis-Museum Concha Piquer (Spaans: Casa Museo Concha Piquer) is een museum in Valencia. Het is gewijd aan de Spaanse zangeres en actrice Concha Piquer (1908-1990).

## Collectie
Op de begane grond wordt ingegaan Piquers betekenis voor de populaire cultuur en haar artistieke loopbaan. Er is een grote hoeveelheid drukwerk aanwezig. Ook is een reconstructie te zien van haar kantoor en kleedkamer. Er worden allerlei persoonlijke bezittingen getoond, zoals haar kledingkist, souvenirs en een grote variëteit aan jurken en andere kleding die ze tijdens shows heeft gedragen. In een hoek worden videofragmenten uit haar loopbaan getoond.
Op de eerste etage is de stijl nagebootst uit de tijd dat ze opgroeide, met de slaapkamer van haar ouders, de woonkamer waar ze samen met haar moeder nieuwe kostuums naaide, de eetkamer, keuken en hal.

## Geschiedenis
Het eengezinshuis waar Piquer heeft gewoond staat in de arbeidersbuurt Sagunto en werd in 1900 gebouwd. Het bestaat uit twee etages, inclusief de begane grond.
De stad Valencia kocht het huis ter herinnering aan haar 95e geboortedatum en richtte het in 2003 in als museum. Het project vond in samenwerking met haar dochter Concha Marquez Piquer plaats die het grootste deel van de collectie leverde.

## Galerij

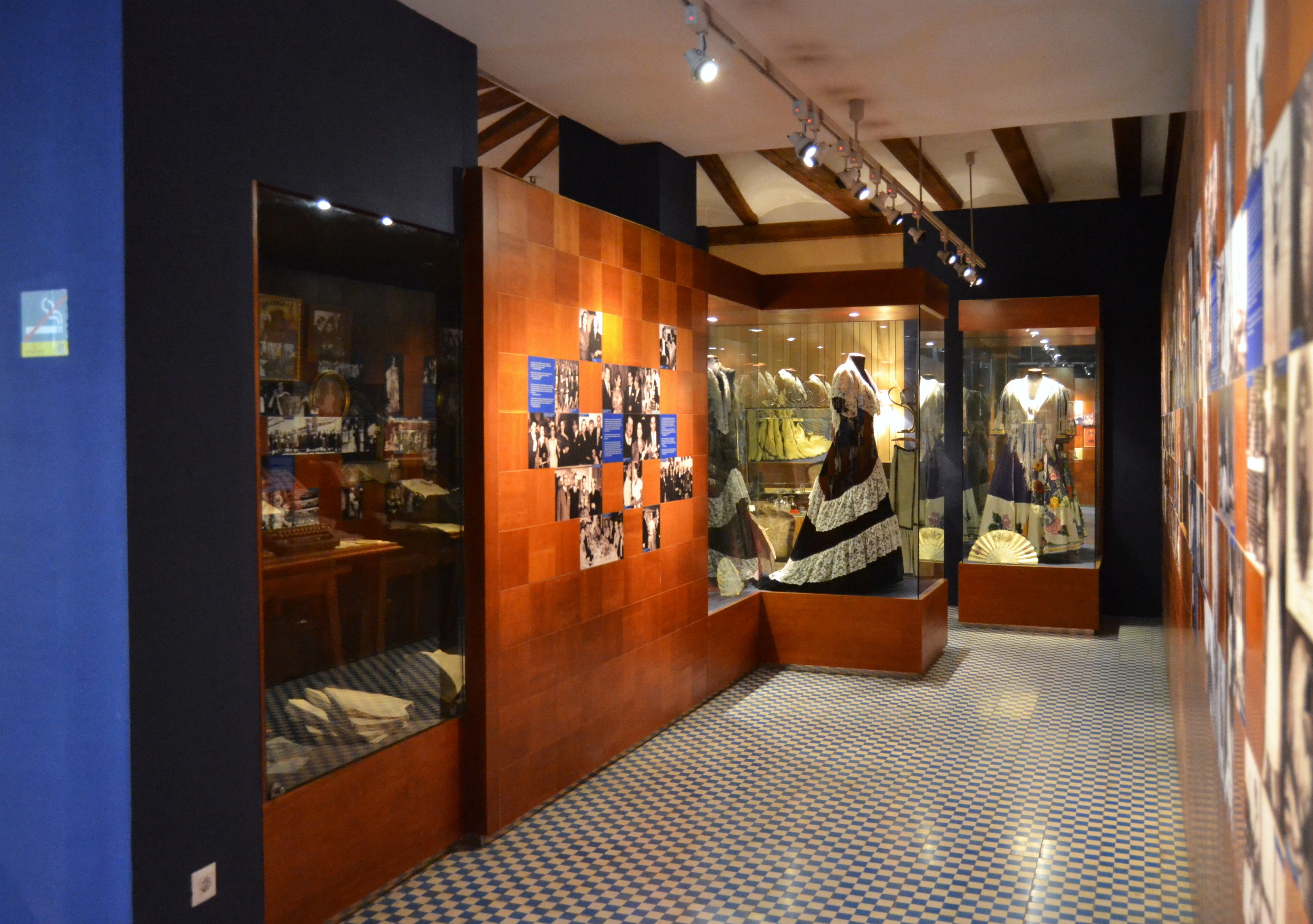
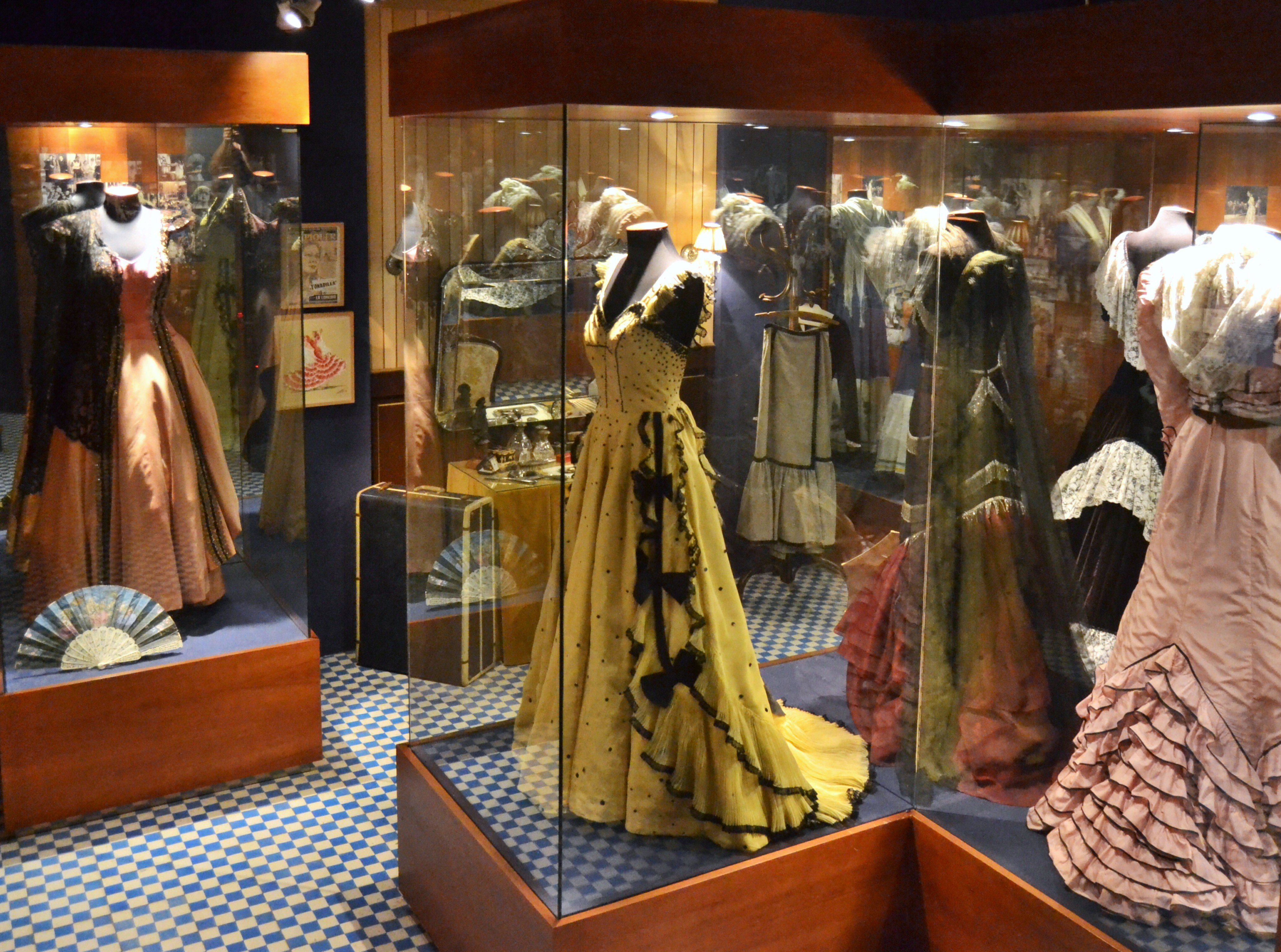
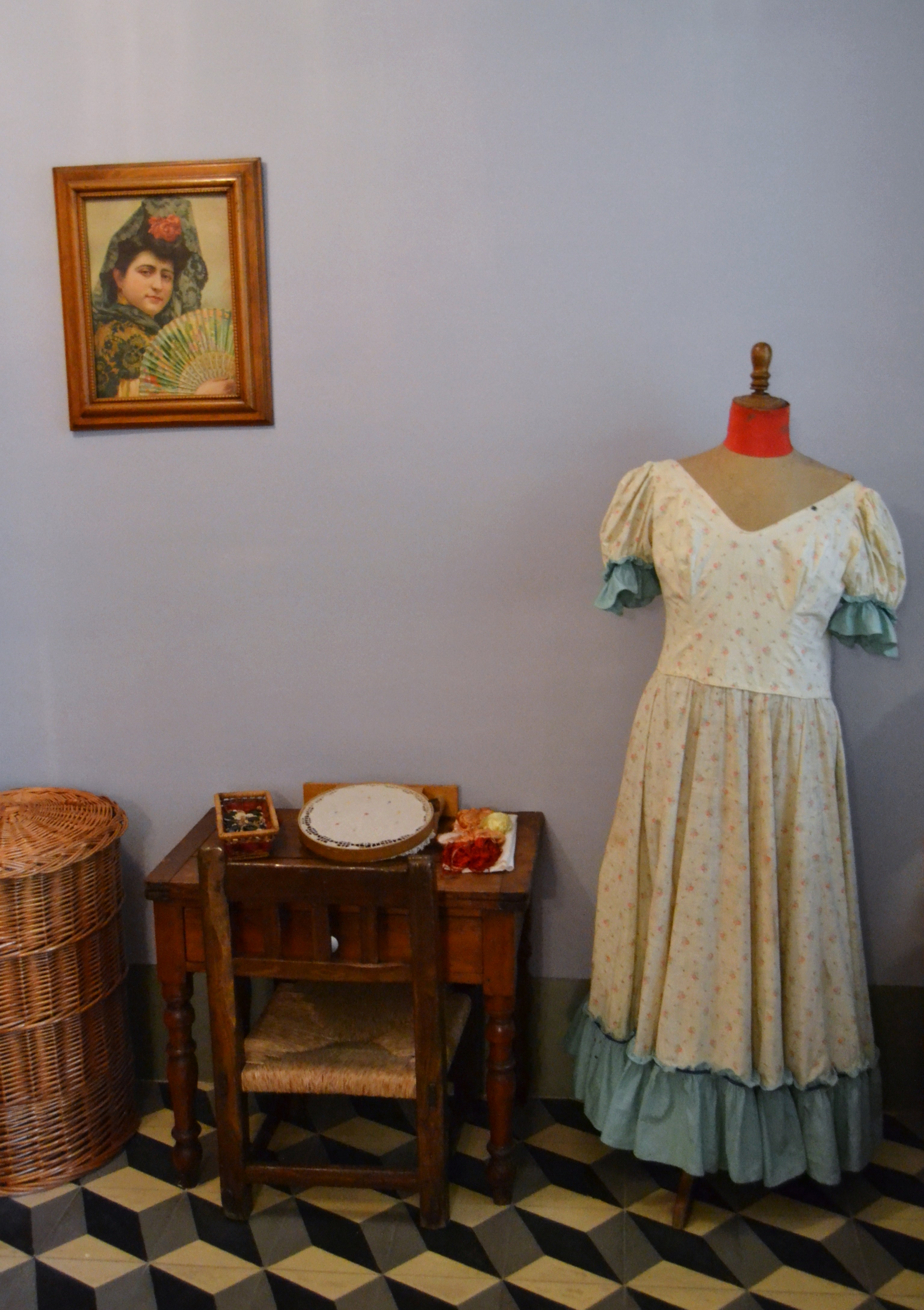
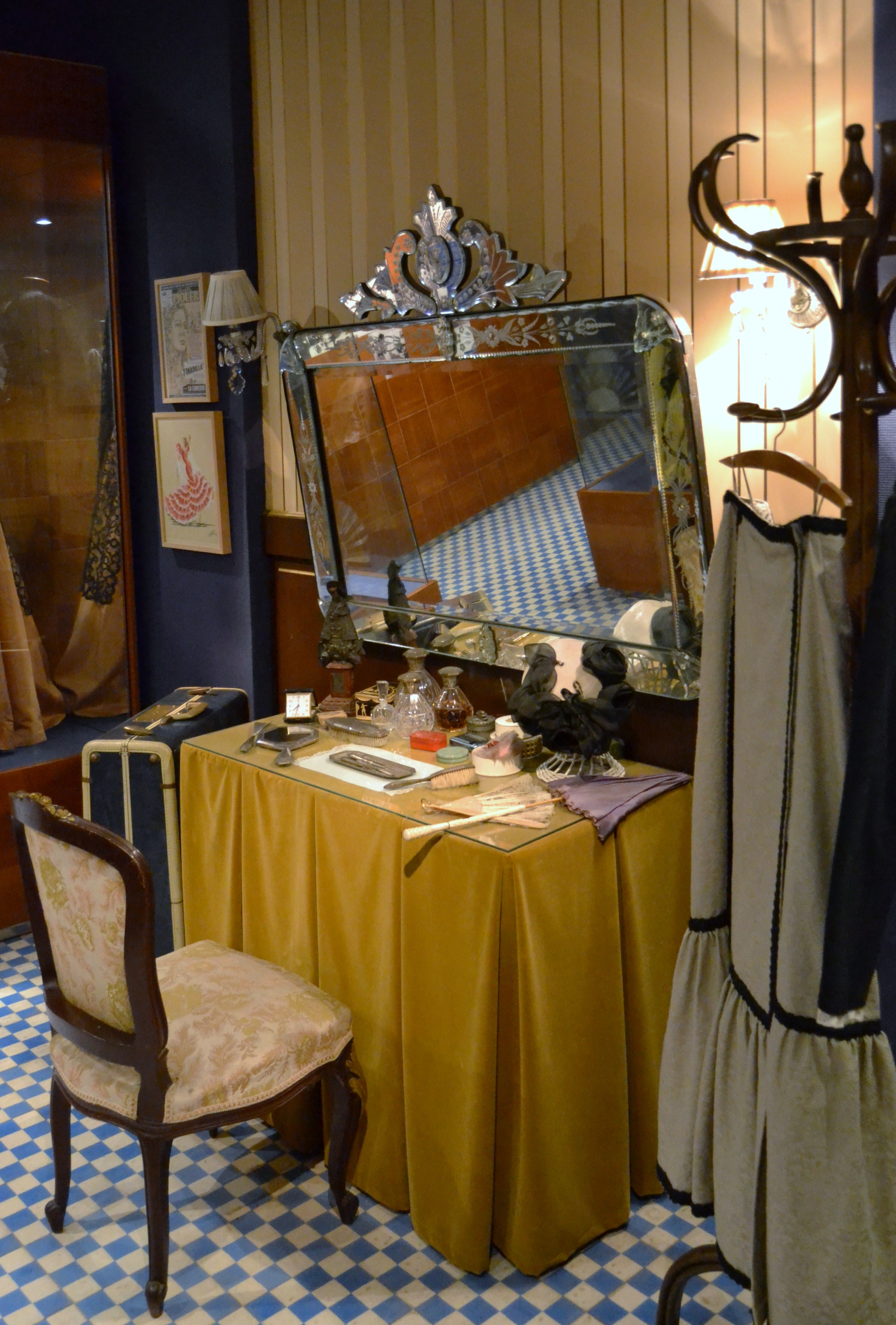